# 安井建築設計事務所
株式会社安井建築設計事務所（やすいけんちくせっけいじむしょ、英語: Yasui Architects & Engineers, Inc.）は、大阪府大阪市に本社を置く組織系建築設計事務所。安井武雄が創設した建築設計事務所を前身とする。

## 概要
- 本業の傍ら、TAP（取手アートプロジェクト)）、関西フィルハーモニー管弦楽団など、文化活動に支援をいくつか行っている。また、自ら企画運営する「平河町ミュージックス」なども知られる。

### 沿革
- 1924年、事務所設立
- 1951年、事務所を組織変更

## おもな作品・業績
- 阪急西宮ガーデンズ
- 丸の内トラストシティ
- 湊町リバープレイス
- 目黒区役所改修設計
- アルモニーサンク
- 大阪ターミナルビル
- 愛知県産業労働センター
- 大阪瓦斯ビルヂング北館増築
- シティタワー高輪
- キッズプラザ大阪
- りんくうゲートタワービル（大阪・心ふれあうまちづくり賞受賞）
- 天王寺ミオ（大阪・心ふれあうまちづくり賞受賞）
- 名古屋金城ふ頭アリーナ
- あすかホール
- まなびパークたじみ
- 大分県立芸術会館
- ORC200
- サントリーホール
- 新千歳空港駅
- 泉北高速鉄道和泉中央駅及びエコール・いずみ、アムゼモール（大阪・心ふれあうまちづくり賞受賞）
- 愛・地球博グローバル・コモン1[1]
- 扇町キッズパーク（大阪・心ふれあうまちづくり賞受賞）
- 有明パークビル、東京ベイ有明ワシントンホテル
- 東京国際クルーズターミナル
- アトレ大井町
- 三鷹天命反転住宅
- 東京国立博物館平成館
- 文化フォーラム春日井
- 六甲道駅南復興再開発1番街街区設計
- 医療法人讃和会 友愛会病院（大阪・心ふれあうまちづくり賞受賞）
- 池袋西口メトロポリタンプラザ（アールビー都市建築設計と）
- 新宿副都心野村ビル
- グリーンピア三木 （坂倉建築研究所と）
- みのおライフプラザ
- はままつフラワーパーク[2]（浜松市, 第10回浜松市都市景観賞大賞,  第16回静岡県都市景観賞, 日本建築家協会静岡県地域会賞）
- 腎不全センター幸町記念病院（岡山市まちづくり賞）
- サントリー山崎蒸溜所（大阪・心ふれあうまちづくり賞受賞）
- サントリー医療開発センター
- かわべ天文公園（環境緑地設計研究所, 都市環境計画研究所と、和歌山県ふるさと建築景観賞）
- 庄内緑地グリーンプラザ（名古屋市都市景観賞）
- 市立吹田サッカースタジアム
- JR久留米駅前都市再開発（ザ・ライオンズ久留米ウェリスタワー）
- 中之島高速中之島新線（中之島駅・渡辺橋駅・大江橋駅・なにわ橋駅）[3][4] 大阪府大阪市
- 中部国際空港庁舎・管制塔
- 半田市役所庁舎
- エクシブ鳥羽（本館[5]・アネックス[5]・別邸[6]）
- 東条文化会館（コスミックホール）
- 中野区立中野中学校
- 前橋地方合同庁舎[7]
- 佐賀県庁舎新館

## 人物
- 三国利道
- 佐野正一
- 佐野吉彦
- 真柄要助
- 福永薫
- 川村種三郎
- 藤井謙三
- 河合安平
- 小木曽茂